# Acanthinus rohweri
Acanthinus rohweri là một loài bọ cánh cứng trong họ Anthicidae. Loài này được Werner miêu tả khoa học năm 1967.